# Trofors
Trofors est une localité du comté de Nordland, en Norvège.

## Géographie
Administrativement, Trofors fait partie de la kommune de Grane.